# Seyi Akiwowo
 (décembre 2020).
Seyi Akiwowo (Shay-ee Aki-wo-wo) est une activiste et militante des droits des femmes anglo-nigériane. Elle est la fondatrice et directrice de Glitch, une association à but non lucratif visant à mettre fin aux abus en ligne. Seyi Akiwowo a été sélectionnée comme défenseur des droits humains d'Amnesty International en 2018 et comme leader numérique de l'année en 2019. Elle fait partie de la liste 2019 des personnes les plus influentes de l'Evening Standard et est apparue dans Marie Claire en septembre 2019 en tant que Future Shaper,.

## Biographie

### Éducation
Seyi Akiwowo a grandi dans le quartier londonien de Newham. Elle a étudié au Sir George Monoux College, où elle a terminé avec des brillantes notes en droit, histoire, gouvernement et politique. Au collège, Seyi Akiwowo a mené une campagne pour un poste au Newham Youth Council. Elle a assisté au Parlement des jeunes du Royaume-Uni, où elle a fait campagne pour améliorer la politique de santé sexuelle. Elle a étudié à la London School of Economics, où elle a obtenu un baccalauréat en politique sociale. 

### Carrière
Après avoir obtenu son diplôme, Seyi Akiwowo a d'abord été stagiaire à la Chambre des communes et au Forum européen de la jeunesse.  En 2014, à l'âge de 23 ans, Akiwowo était la plus jeune femme noire à être élue conseillère du Parti travailliste à East London,. Elle croit que l'implication dans la politique locale est importante pour atténuer la montée de l'alt-right. Elle croit également en l'égalité d'accès à l'éducation et à la formation pour tous les jeunes. Elle est coordinatrice principale de projet pour Teach First. Elle a également été associée fondatrice de Spark + Mettle, une organisation caritative qui soutient les jeunes dans le développement de leur résilience et de leurs compétences générales en utilisant la technologie et le coaching.
Seyi Akiwowo a prononcé un discours au Parlement européen sur la manière dont des pays comme la Grande-Bretagne, la France et l'Italie devraient faire face à l'impact du colonialisme. Son discours a été accueilli avec des huées par le public dans la salle, auquel elle a répondu : « Tu peux me huer autant que tu veux, bébé ». Après qu'une vidéo de son discours soit devenue virale en ligne, Akiwowo a été victime d'abus racistes sur Twitter. Les tweets ont été signalés à Twitter plus de 75 fois, ainsi qu'à la police métropolitaine. Au départ, les plateformes de médias sociaux n'ont pas répondu à ses plaintes, mais ont suspendu certains des comptes particulièrement racistes après qu'Akiwowo eut rendu public son histoire. 
Seyi Akiwowo a fondé l'association Fix the Glitch, une association qui aide les organisations à mettre fin à la violence sexiste. Les ateliers ont trois piliers : la sensibilisation, le plaidoyer et l'action. Elle pense que les femmes doivent récupérer leur espace numérique et « affirmer leur présence ». Akiwowo ne veut pas restreindre les droits des peuples ou la liberté d'expression, mais protéger les gens des trolls en ligne qui peuvent se cacher derrière l'anonymat. Elle a créé Glitch, une plateforme et un fournisseur de conseils qui aide les jeunes à rester protégés en ligne. Sa campagne a été soutenue par Amnesty International. Glitch est soutenu par une subvention Fairer Tech de Dot Everyone. Akiwowo a été l'une des fondatrices de la campagne #ToxicTwitter, qui cherche à mettre fin à la maltraitance des femmes en ligne. Elle a écrit pour Gender IT, un recueil de réflexions féministes sur les politiques d'Internet. Elle a participé à une conférence TEDx London sur la façon de « résoudre le problème » dans les communautés en ligne en 2019.

## Reconnaissances et prix
En 2018, Seyi Akiwowo a été sélectionnée comme défenseur des droits humains d'Amnesty International et comme femme de la semaine dans le magazine Styliste. Elle a été présentée dans le livre de Yomi Adegoke Slay In Your Lane, ainsi que sur le podcast Busy Being Black. En juin 2019, Akiwowo a reçu le titre de leader numérique de l'année,,. Elle a écrit pour HuffPost et The Guardian,. En 2019, Seyi Akiwowo a été choisie comme l'un des Future Shapers de Marie Claire, c'est-à-dire des pionnières « qui travaillent dur pour faire du monde un endroit plus heureux, plus sûr et meilleur pour les femmes ». En octobre 2019, Seyi Akiwowo a été répertoriée dans l'Evening Standard comme l'une des personnes les plus influentes de Londres dans la catégorie des stars des médias sociaux.